# 스즈히라 히로
스즈히라 히로(일본어: 鈴平ひろ)는 일본의 게임 크리에이터(원화가)이자 삽화가이다.

## 경력
중학교 시절 니시마타 아오이를 만나 학창 시절부터 동인 서클 HEART WORK에서 동인 만화를 그리기 시작했다. 1996년 최초 단행본 '의식~RITUAL~(儀式〜RITUAL〜)'(메디악스, MD 코믹스)를 출판했다.
후에 니시마타 아오이와 게임 센터의 커뮤니케이션 노트에서 알게 된 아고바리아와 BasiL에 입사하여, 2000년 Bless~close your eyes, open your mind.~에서 원화가로 데뷔했다. 이 작품에서만 시나리오 작가로 일하여, '스즈히라 히로(이치죠 쟈니)(鈴平ひろ（一条ジョニー）)'라고 명칭했다.
발매 후 BasiL에서 퇴사해 프리랜서로 전향해, 2001년 '피아캐롯에 어서 오세요!! 3'의 한 캐릭터인 키노시타 타카코의 원화를 담당, 인기를 끌고, 2002년 '아이카기 ~양지와 그녀의 실내복~'에서 메인 원화로 발탁되었다.
2003년, 카이바라 레이의 라이트 노벨 '은반 컬라이더스코프'(슈에이샤)의 삽화를 담당해, 삽화가로서의 활동도 본격화했다. 같은 해, 니시마타 아오이의 권유로 Navel로 이적해, 2004년 SHUFFLE!의 대 히트로 현재의 인기를 확립했다.
2007년 2월 23일 Navel에서 퇴사, 다시 프리랜서로 전향했다. 2008년, Rosebleu에 입사한 아고바리아의 권유로, Stellar☆Theater의 원화를 외주로 담당했다. 2010년, 최초의 단독 원화 비주얼 노벨이었던 Navel의 Soul Link의 리메이크 버전 Soul Link ULTIMATE의 원화를 외주로 담당했다. 현재는 프리랜서로 일하고 있다.

## 참여 작품

### 게임 원화
()안은 제작사.

#### Basil 재직 중
2000년
- Bless~close your eyes, open your mind.~ (BasiL)

#### Navel 창립 전
2001년
- 피아캐롯에 어서 오세요!! 3 (F&C)

2002년
- 아이카기 ~양지와 그녀의 실내복~ (F&C)

#### Navel 재직 중
2004년
- SHUFFLE! (Navel)
- Monochrome (KID)
- Soul Link (Navel)

2005년
- Tick! Tack! (Navel)
- SHUFFLE! on the Stage (Navel)

2006년
- Really? Really! (Navel)

#### Navel 퇴사 후
2007년
- 네~PON?X라이~PON! (Navel&Lime)

2008년
- 요스가노소라 (Sphere)

2009년
- Stellar☆Theater (Rosebleu)
- 하루카나소라 (Sphere)
- SHUFFLE! Essence+ (Navel)

(전작들에 존재하던 CG, SCG 재활용. 원래 맡던 캐릭터들의 추가 CG는 니시마타 아오이가 그렸다.)
- RiaRia DS (Navel)

2010년
- Marriage Royale : Prism Story
- Soul Link ULTIMATE (Navel)
- 사쿠라 비트맵 (HOOKSOFT)

2011년
- Stellar☆Theater ENCORE (Rosebleu)

### 책
- 의식~RITUAL~(儀式〜RITUAL〜)
  - 메디악스, 1996년 9월 발행, ISBN 978-4-89613-282-3
  - 2001년 요청판 성인향 만화(ISBN 978-4-89613-451-3)가 발매되고 있다.
- Chronicle
  - 카도카와 그룹 퍼블리싱, 2008년 4월 11일, ISBN 978-4-04-853999-9
  - 첫 화집

### 일러스트
- E.L.O(제 1기 참가)
- 은반 컬라이더스코프(삽화·애니메이션 캐릭터 원안)
- 아키칸!(삽화·애니메이션 캐릭터 원안)
- Berry's 드라마CD Vol.1 '森久保由那'(자켓)
- 아쿠에이리언 에이지

### 독자 참여 기획
- Marriage Royale(Navel/전격 G's magazine)
- R·G·B!(전격 모에 왕 연재)